# Apple Pay
Apple Pay（アップル ペイ）は、Appleの決済プラットフォーム、およびSecure Enclaveが組み込まれたAppleのCPUを使用しているデバイスにのみ搭載されているモバイルウォレットである。

## 概要
OSと一体になったアプリ内決済機能を備え、店舗での決済に近距離無線通信（NFC）によるEMVコンタクトレス（NFC Type-A, NFC Type-B）とFeliCa（NFC Type-F）を使用し、カード番号の代わりにトークン化したもので決済する。Apple Pay単独で決済を行うことはできず、必ずAppleと提携するクレジットカード会社（イシュア）・金融機関・交通機関などの決済サービス事業者が発行する各種カードをデバイスに登録する必要がある。Secure Enclaveの設計上、iPhone 8・Apple Watch Series 3以降のデバイスでは最大12枚、それ以前のデバイスは最大8枚までカードを登録することができる。
iOS 8では単独のモバイルアプリケーションとして存在していたが、iOS 9でiOSの標準機能になったため、カード管理・残高照会などの機能はチケット管理アプリのPassbookとともにウォレットアプリWalletに統合された。
Appleの収益となる決済手数料は、加盟店からではなくカード会社（イシュア）から徴収している。Financial Timesによるとアメリカ合衆国では0.15%、デビットカードの場合は0.005%と低く 、イギリスではさらに低い。これは欧州経済領域の2015年6月8日から発効した、クレジットカード0.3%、デビットカード0.2%規程が影響している。

## セキュリティ
クレジットカードの国際ブランド6社によるEMVCoが2014年に定めた"EMV Payment Tokenisation Specification – Technical Framework"を、商用サービスとしては世界で初めて採用。これはクレジットカード番号などの代わりに、利用者が決済事業者・国際ブランドが運営するトークンサービスプロバイダが発行したトークン（デバイスアカウント番号）をショップなどを介してトークンサービスプロバイダに渡し、トークンサービスプロバイダでトークンとカード番号を変換したものをカード会社（イシュア）に提供することでセキュリティと決済を実現している。Apple Payにカードを登録するたびに、新たなトークンが発行される。そのため何らかの理由でトークンが漏洩したとしてもカード番号を無効化する必要はなく、Apple Payのカード登録を解除するだけで以前のトークンを無効化することができるため、不正使用の被害拡大を防ぐことができる。なおトークンはCPUの中にあるSecure Elementに保存されており、利用者が直接確認することはできないが、下4桁はWalletで確認することができる。
決済時の生体認証による本人確認についてはFIDOを採用しており、Touch IDセンサーによる指紋認証、またはFace IDセンサーによる顔認証、またはApple Watch端末をダブルクリックすることで支払が行われる。一部の交通系ICカードや決済カードでは、本人確認時に通行の妨げになることを防ぐため、本人確認を省略することができるエクスプレスカード機能がある。
探す機能経由でサービスを停止することができるため、デバイスの紛失時にカードの不正使用を防ぐことができる。
Appleでは不正使用が発生した際に決済プラットフォーム事業者として、決済事業者（イシュア）とともに賠償責任の一部を負っている。

## 決済サービス
アプリ上ではアプリ内決済、ウェブ上ではウェブブラウザSafariを使ったオンライン決済、店舗では非接触ICカードによる非接触決済を行うことができる。
利用者が所持するクレジットカードを、Apple端末に登録しNFC A/Bコンタクトレス決済可能とすれば、世界各国でシームレスに利用可能である。ただし各国で発行されているクレジットカード・デビットカードで連携・登録するためには、当該国でApple Payのサービス開始がアナウンスされている事が条件となる。
イギリスでは、1要素認証の非接触カード決済は30ポンド（2015年8月までは20ポンド）に制限されているが、Apple Payの多要素認証には制限規程はなく、取扱事業者が最新の非接触仕様に対応している場合は、20〜30ポンドの制限を受けなくなった。

### Appleアカウント決済
旧称「Apple ID決済」。iTunes Storeでのみ利用可能。Apple IDにはクレジットカードのほか、プリペイドカードのiTunesカードによる入金も可能である。

### クレジットカード決済
クレジットカード決済やデポジット型クレジットカード（プリペイドタイプのクレジットカード）による決済にも対応している。日本での展開については、後述する。

#### EMVコンタクトレス決済
2017年9月からは、日本でも各国と同様に、クレジットカードが対応していれば、世界で普及しているそのEMVコンタクトレス決済機能（FeliCaではなくNFC Type-A/B利用）をiPhone 11以降のモバイル端末へ登録・利用可能となった。これにより、日本独自のiD/QUICPayのFeliCa決済に加え、EMVコンタクトレス決済も、日本および世界での利用が可能となった。

### デビットカード決済
銀行系のデビットカード決済にも対応している。

### 交通系ICカード決済
日本ではSuicaとPASMO、ICOCAに対応し、電車やバス、店舗での決済などに対応している。
アメリカでは、Ventra、TAPカード、Hop Fastpass、SmarTripカードに対応し、公共交通機関の支払いに利用することができる。中国本土では北京、天津、上海、広州、深圳、石家、蘇州、厦門、長沙、西安、南京、常州、徐州、石家庄の交通カードに対応し、地下鉄やバスの支払い、地域によってはリニアモーターカーや船でも利用することができる。また、香港では八達通、イギリスではオイスターカードに対応する。
一部のカードはエクスプレスカードに対応しており、瞬時に改札を通過できる。

### Apple Cash決済
Apple Cash（旧称Apple Pay Cash）は、Appleの子会社であるApple Paymentsと、アメリカ合衆国カリフォルニア州の地方銀行Green Dot Bankが共同運営する個人間送金サービスである。Apple CashをApple Payに登録すると、デビットカード（Apple Pay Cashカード）が発行され、ディスカバーカードのデビットカード取扱店で支払いに使用することができる。サービスはアメリカに在住する18歳以上の個人に限定されている。

### 金融機関ネットワーク系決済
金融機関ネットワーク系決済サービスのElo（ブラジル）・Groupement des cartes bancaires CB（フランス）・Interac（カナダ）・Mir（ロシア）・Saudi Payments Network（サウジアラビア）・中国銀聯（中華人民共和国）などにも対応している。

## 各国でのサービス開始日
| 日付           | 国と地域                                                                                                  |
| -------------- | --- |
| 2014年10月20日 | アメリカ合衆国                                                                                            |
| 2015年7月14日  | イギリス                                                                                                  |
| 2015年11月17日 | カナダ |
| 2015年11月19日 | オーストラリア                                                                                            |
| 2016年2月18日  | 中国 |
| 2016年4月19日  | シンガポール                                                                                              |
| 2016年7月7日   | スイス |
| 2016年7月19日  | フランス                                                                                                  |
| 2016年7月19日  | モナコ |
| 2016年7月20日  | 香港 |
| 2016年10月4日  | ロシア（ただし、2022年2月からウクライナ侵攻に関連したアメリカの経済制裁により一部のロシア銀行で利用不可） |
| 2016年10月13日 | ニュージーランド                                                                                          |
| 2016年10月25日 | 日本 |
| 2016年12月1日  | スペイン                                                                                                  |
| 2017年3月7日   | アイルランド                                                                                              |
| 2017年3月29日  | 台湾（中華民国）                                                                                          |
| 2017年5月17日  | イタリア                                                                                                  |
| 2017年5月17日  | サンマリノ                                                                                                |
| 2017年5月17日  | バチカン                                                                                                  |
| 2017年10月24日 | デンマーク                                                                                                |
| 2017年10月24日 | フィンランド                                                                                              |
| 2017年10月24日 | スウェーデン                                                                                              |
| 2017年10月24日 | アラブ首長国連邦                                                                                          |
| 2018年4月4日   | ブラジル                                                                                                  |
| 2018年5月17日  | ウクライナ                                                                                                |
| 2018年6月19日  | ポーランド                                                                                                |
| 2018年6月20日  | ノルウェー                                                                                                |
| 2018年11月28日 | ベルギー                                                                                                  |
| 2018年11月28日 | カザフスタン                                                                                              |
| 2018年12月11日 | ドイツ |
| 2019年2月9日   | サウジアラビア                                                                                            |
| 2019年2月9日   | チェコ |
| 2019年4月24日  | オーストリア                                                                                              |
| 2019年5月8日   | アイスランド                                                                                              |
| 2019年5月21日  | ルクセンブルク                                                                                            |
| 2019年5月21日  | ハンガリー                                                                                                |
| 2019年6月11日  | オランダ                                                                                                  |
| 2019年6月26日  | ポルトガル                                                                                                |
| 2019年6月26日  | スロバキア                                                                                                |
| 2019年6月26日  | スロベニア                                                                                                |
| 2019年6月26日  | エストニア                                                                                                |
| 2019年6月26日  | ギリシャ                                                                                                  |
| 2019年6月26日  | ルーマニア                                                                                                |
| 2019年6月26日  | キプロス                                                                                                  |
| 2019年6月26日  | ブルガリア                                                                                                |
| 2019年6月26日  | クロアチア                                                                                                |
| 2019年6月26日  | ラトビア                                                                                                  |
| 2019年6月26日  | リヒテンシュタイン                                                                                        |
| 2019年6月26日  | リトアニア                                                                                                |
| 2019年6月26日  | マルタ |
| 2019年7月2日   | フェロー諸島                                                                                              |
| 2019年8月6日   | マカオ |
| 2019年9月3日   | ジョージア                                                                                                |
| 2019年11月19日 | ベラルーシ                                                                                                |
| 2020年1月28日  | モンテネグロ                                                                                              |
| 2020年6月30日  | セルビア                                                                                                  |
| 2021年2月23日  | メキシコ                                                                                                  |
| 2021年3月30日  | 南アフリカ共和国                                                                                          |
| 2021年5月5日   | イスラエル                                                                                                |
| 2021年8月17日  | カタール                                                                                                  |
| 2021年10月5日  | バーレーン                                                                                                |
| 2021年10月10日 | パレスチナ                                                                                                |
| 2021年11月2日  | アゼルバイジャン                                                                                          |
| 2021年11月2日  | コロンビア                                                                                                |
| 2021年11月2日  | コスタリカ                                                                                                |
| 2022年1月18日  | アルメニア                                                                                                |
| 2022年3月15日  | アルゼンチン                                                                                              |
| 2022年3月15日  | ペルー |
| 2022年4月5日   | モルドバ                                                                                                  |
| 2022年8月9日   | マレーシア                                                                                                |
| 2022年12月6日  | クウェート                                                                                                |
| 2022年12月6日  | ヨルダン                                                                                                  |
| 2023年3月21日  | 韓国 |
| 2023年8月8日   | ベトナム                                                                                                  |

## 日本での展開
2016年10月の日本でのサービスインにあたっては、日本で普及している非接触型決済向け近距離無線通信規格であるFeliCa方式（NFC Type-F）を用いた。サービスイン当初は日本向けiPhone 7 / iPhone 7 Plus及びApple Watch Series 2のみFeliCaが使用可能であった。iPhone 7・iPhone 7 Plus・Apple WatchにはNFC Type-A/B/F対応のNXP 67V04 NFC Controllerが搭載されているが、日本国外仕様ではNFC Type-F（FeliCa）がOSレベルで無効化されており、日本国外仕様のiPhone 7 / 7 Plusでは日本国内においてApple Payは利用できない事となった。なおiPhone 8以降は、全世界でNFC Type-A/B/Fのすべてに対応している。
なお近距離無線通信を必要としないアプリ内決済・オンライン決済については、iOS 10.1にアップデートしたiPhone 6以降の端末でも対応した。
日本版のApple Payは、セキュリティは高いがコスト面に難がある従来型携帯電話の「おサイフケータイ」が採用するSIMカード方式（NFC Type-A/B方式での決済専用　一部機種のみ対応）・eSE方式（FeliCa決済専用）や、コスト面に優れてAndroid端末における同種のサービスでありHCE-F方式のGoogle Pay（日本版）とは異なり、セキュリティとコストを勘案した独自方式である。このためFeliCa対応のモジュールが有効化されているiPhone 8以降の端末であれば、日本国外で販売されたiPhoneであっても日本国内においてApple Payを利用することが可能である。
日本で発行するクレジットカードで紐付け利用が可能なものは、当初は、FeliCa規格の非接触型決済プラットフォームであるiDもしくはQUICPayに紐付け可能なものに限られ、iD・QUICPayのカード番号が発行される。しかし、UCカードグループ各社など一部のカード会社はApple Payには非対応である。また、Suicaの情報を読み込ませることで、交通系IC乗車カードでのモバイルSuica乗車券機能、および電子マネー決済にも対応した。
Visaブランドのクレジットカードについて、当初は「Visa paywave」（日本名・現「Visaのタッチ決済」）には対応せず、クレジットカードに付帯するiD・QUICPayによる決済のみが使用できる状態が長く続いた。しかし2021年5月11日から一部のカードから対応が始まった。
Apple PayのSuicaはシステム的には、Suicaの携帯電話向けサービスであるモバイルSuicaとは異なるが、Suicaを提供するJR東日本では「既存のモバイルSuicaで提供しているサービス（モバイルSuica特急券など）が使えるようになる」と説明している。
日本でのサービス開始当初からApple Payに対応していた交通系ICカードはSuicaのみであったが、2020年8月6日にPASMO協議会が同年中にPASMOがApple Payに対応すると発表し、同年10月6日に正式にサービスを開始した。また、2023年6月27日には西日本旅客鉄道（JR西日本）がICOCAのApple Pay対応を発表し、同日にサービスを開始した。
2021年10月21日、電子マネーのWAONとnanacoがApple Payに対応し、正式にサービスを開始した。これにより、対応していないのは「楽天Edy」のみとなっている。

### エクスプレスカード
日本でのSuicaサービス開始にあたって、生体認証による本人確認作業が自動改札機通過時に通行の妨げになるため、本人確認を省略して使用することができるエクスプレスカード機能が追加された。交通系ICカードや一部の決済カードがエクスプレスカードに対応している。なお一部のカードに限られるが、デバイスが充電切れでOSが起動できない場合であっても、登録したカードを使用することができる予備電力機能にも対応している。

## 対応機種
iPhone
iOS 10以降、CPUがApple A8以降で、Touch IDもしくはFace IDを搭載したモデルが対応する。
- iPhone 16 Pro
- iPhone 16 Pro Max
- iPhone 16
- iPhone 16 Plus
- iPhone 16e
- iPhone 15 Pro
- iPhone 15 Pro Max
- iPhone 15
- iPhone 15 Plus
- iPhone 14 Pro
- iPhone 14 Pro Max
- iPhone 14
- iPhone 14 Plus
- iPhone SE (第3世代）
- iPhone 13 Pro
- iPhone 13 Pro Max
- iPhone 13
- iPhone 13 mini
- iPhone 12 Pro
- iPhone 12 Pro Max
- iPhone 12
- iPhone 12 mini
- iPhone SE (第2世代）
- iPhone 11 Pro
- iPhone 11 Pro Max
- iPhone 11
- iPhone XS
- iPhone XS Max
- iPhone XR
- iPhone X
- iPhone 8
- iPhone 8 Plus
- iPhone 7
- iPhone 7 Plus
- iPhone SE (第1世代)
- iPhone 6s
- iPhone 6s Plus
- iPhone 6
- iPhone 6 Plus

また、Apple Watch経由で、iPhone 5、iPhone 5c、iPhone 5sが対応する。
iPad
Touch IDもしくはFace IDを搭載したモデルが対応する。
- iPad（第5世代）
- iPad（第6世代）
- iPad（第7世代）
- iPad（第8世代）
- iPad（第9世代）
- iPad（第10世代）
- iPad（A16）
- iPad Air 2
- iPad Air（第3世代）
- iPad Air（第4世代）
- iPad Air（第5世代）
- iPad Air 11インチ（M2）
- iPad Air 13インチ（M2）
- iPad Air 11インチ（M3）
- iPad Air 13インチ（M3）
- iPad mini 3
- iPad mini 4
- iPad mini（第5世代）
- iPad mini（第6世代）
- iPad mini（A17 Pro）
- iPad Pro 9.7インチ
- iPad Pro 12.9インチ
- iPad Pro 10.5インチ
- iPad Pro 12.9インチ（第2世代）
- iPad Pro 11インチ
- iPad Pro 12.9インチ（第3世代）
- iPad Pro 11インチ（第2世代）
- iPad Pro 12.9インチ（第4世代）
- iPad Pro 11インチ（第3世代）
- iPad Pro 12.9インチ（第5世代）
- iPad Pro 11インチ（第4世代）
- iPad Pro 12.9インチ（第6世代）
- iPad Pro 11インチ（M4）
- iPad Pro 13インチ（M4）

Apple Watch
watchOS 3以降の、全てのモデルが対応する。
- Apple Watch（第1世代）
- Apple Watch Series 1
- Apple Watch Series 2
- Apple Watch Series 3
- Apple Watch Series 4
- Apple Watch Series 5
- Apple Watch Series 6
- Apple Watch Series 7
- Apple Watch Series 8
- Apple Watch Series 9
- Apple Watch Series 10
- Apple Watch SE
- Apple Watch SE（第2世代）
- Apple Watch Ultra
- Apple Watch Ultra 2

mac
macOS Sierra以降で、Touch IDもしくはCPUにApple M1以降が搭載されたモデルが対応する。ただし店舗のNFC端末による決済には対応しておらず、ウェブ決済（Apple Pay on the web）のみ。